# Horní Prysk
Horní Prysk je vesnice a část obce Prysk v okrese Česká Lípa. Nachází se asi 1,5 kilometru východně od Prysku. Horní Prysk je také název katastrálního území o rozloze 8,02 km².

## Historie
První písemná zmínka o vesnici pochází z roku 1460.

## Obyvatelstvo
Při sčítání lidu v roce 1921 ve vsi žilo 865 obyvatel (z toho 419 mužů), z nichž bylo 46 Čechoslováků, 807 Němců a dvanáct cizinců. Většina (836 osob) se hlásila k římskokatolické církvi, ale žili zde také čtyři evangelíci, jeden člen církve československé, dva členové nezjišťovaných církví a 22 lidí bez vyznání. Podle sčítání lidu z roku 1930 měla vesnice 1 032 obyvatel: 48 Čechoslováků, 972 Němců a dvanáct cizinců. Většinou byli římskými katolíky (897 osob), ale šest lidí patřilo k evangelickým církvím, dva k církvi československé, jeden k nezjišťovaným církvím a 126 lidí bylo bez vyznání.

## Pamětihodnosti
- venkovská usedlost čp. 55
- kostel svatého Petra a Pavla
- socha svatého Jana Nepomuckého
- nad obcí na východním svahu Šenovského vrchu je v bývalém pískovcovém lomu skalní divadlo Prysk
- nedaleko od skalního divadla se nachází soustava bývalých pískovcových lomů – Lipkovské lomy
- nad obcí na jihovýchodním svahu čedičového vrchu Lipka (508[7] m n. m.) se nachází malá jeskyně Lipka
- nad obcí se nachází vyhlídkové turistické přístřešky Altán Rudolfinum a Historický altán